# Шестеренко Ірина Вікторівна
Шестеренко Ірина Вікторівна — українська піаністка, викладач, мистецтвознавець. Кандидат мистецтвознавства (2009). Доцент (2011), професор кафедри загального та спеціалізованого фортепіано НМАУ ім. П.І.Чайковського. Заслужений діяч естрадного мистецтва України (2014). 

## Біографічні відомості
Дослідниця творчості видатного українського композитора Віталія Дмитровича Кирейка І. Шестеренко першою систематизувала його творчість у контексті біографії композитора та всеціло упорядкувала та дослідила його мистецьку спадщину. 
"Ірина Шестеренко постійно виступає з сольними концертами як солістка та концертмейстер-ансамбліст. Упродовж 35-річної концертної діяльності, що завжди поєднувалась з педагогічною, було зіграно понад 1000 концертів (сольно та з різними солістами) на багатьох сценах України і за кордоном. Плідною і цікавою була співпраця Ірини Шестеренко зі співакамив:народними артистами України І. Даць, В. Степовою, О. Василенком, Ф. Мустафаєвим, І. Борко, В. Антонюк та ін....Серед зарубіжних солістів-інструменталістів з піаністкою співпрацювали відомий саксофоніст Дейл Андервуйд (США) та кларнетист Ернцт Вольф (Швейцарія)".
У 2009 році Шестеренко І.В. отримала науковий ступінь кандадата мистецтвознавства (спеціальніть 17.00.03 - музичне мистецтво). Тема дослідження - "Творчість Віталія Кирейка в аспекті біографічних досліджень".

Активно популяризує творчість Віталія Кирейка, систематично організовуючи заходи, присвячені його пам'яті, та виконуючи його твори за роялем. 
"Фортепіанній грі Ірини Шестеренко притаманні не лише блискуча концертна віртуозність і масштабність, вишукана техніка звуковидобування, а й глибокий хвилюючий ліризм, вміння відчути і розкрити найтонші риси образного змісту музики". 
Віталій Кирейко присвятив Ірині Шестеренко низку фортепіанних творів, і вона є їх першою і чи не єдиною виконавцею.
Дочка художника по костюмах Київській кіностудії ім. О. П. Довженка Шестеренко Алли Іванівни. 

### Наукові публікації та статті
1. Шестеренко І. В. Нова українська опера. Музика. Київ, 2005. № 5. С. 8–10.
2. Шестеренко І. В. Романтик українського мелосу. За Українську Україну. Київ, 2007. № 50. С. 4.
3. Шестеренко І. Творчість Віталія Кирейка в аспекті біографічних досліджень. Автореферат дисертації на здобуття наукового ступеня кандидата мистецтвознавства. Львів, 2009. 28 с.
4. Шестеренко І. В. Маловідомі сторінки біографії В. Д. Кирейка // Науковий вісник НМАУ ім. П. І. Чайковського. Київ, 2006. Вип. 55. С.88–98.
5. Шестеренко І. В. Нова опера В. Д. Кирейка «Бояриня». Прочитання драми Лесі Українки в контексті часу // Українське музикознавство. Київ, 2006. Вип. 35. С. 283–302.
6. Шестеренко І. В. Романтик своєї епохи // Музика. Київ, 2006. № 6. С.8–10.
7. Шестеренко І. Творчість Віталія Кирейка: Навчально-методичний посібник. Київ, 2008. 428 с.
8. Шестеренко І. В. Музична мова Віталія Кирейка як вияв української ментальності // Вісник КНУКІМ. Київ, 2010. №23. С. 189–195.
9. Шестеренко І. Взаємодія митця і соціуму на прикладі творчості Віталія Кирейка // Вісник КНУКІМ. Київ, 2010. №22. С. 64–170.
10. Шестеренко І. В. Принципи біографічних досліджень творчого шляху композиторів // Науковий вісник НМАУ ім. П. І. Чайковського. Вип. 105. На скрижалях музичної історії. На пошану Мар'яни Давидівни Копиці. Київ, 2013. С.166–183.
11. Шестеренко І. Довгоочікувана вистава // Культура і життя. Київ. 4 липня 2014. №27. С. 10.
12. Шестеренко І. В. Новий різновид камерного ансамблю "Фортепіано та академічні народні інструменти" // Науковий вісник НМАУ ім. П. І. Чайковського. Виконавське музикознавство. Київ, 2016. Вип. 22. С.381–395.
13. Шестеренко І. Особливості виконання камерно-інструментальних творів Віталія Кирейка. Виконавське музикознавство народно-інструментального мистецтва України. Матеріали Всеукраїнської науково-практичної конференції. Київ-Ніжин, 2016. С. 75-81.
14. Шестеренко І. В. Творча діяльність сучасного оперного диригента (до 80-річчя Івана Гамкала) // Українська культура: Минуле, сучасне, шляхи розвитку. Наук. збірник. Напрям Мистецтвознавство. Вип. 32. Рівне, 2019. С. 187-192.
15. Шестеренко І. В. Нові обрії дослідження творчості Віталія Кирейка 2000-х років// Україна. Європа. Світ. Тези доповідей четвертої міжнародної науково-практичної конференції НМАУ ім. П. І. Чайковського. Київ, 2020. С.208–212.
16. https://kyivoperatheatre.com.ua/rita-u-artystychnij-vitalni/ [Архівовано 21 листопада 2021 у Wayback Machine.]